# Buddesche Windmühle (Woldegk)

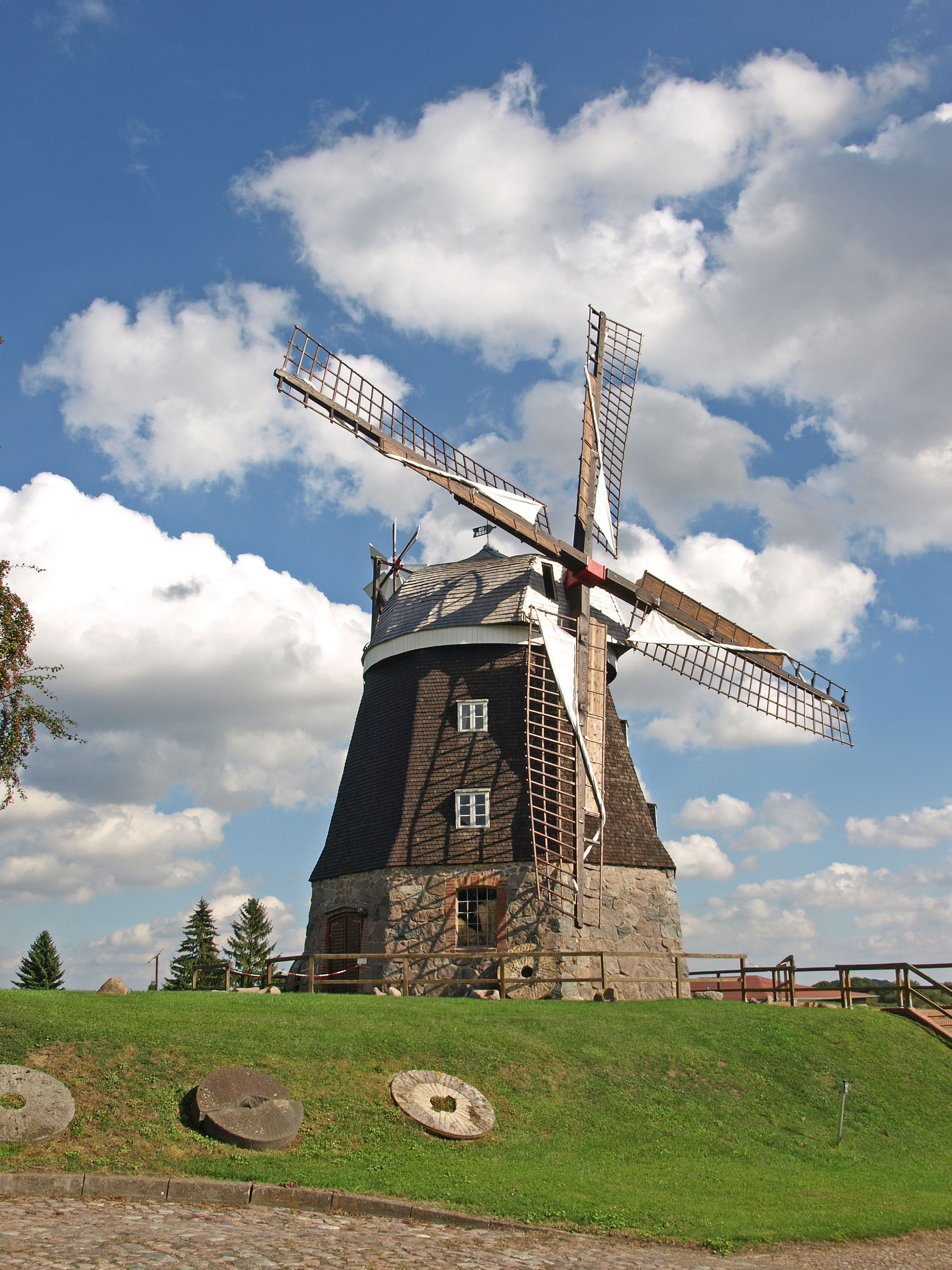

Die Buddesche Windmühle in Woldegk (Landkreis Mecklenburgische Seenplatte, Mecklenburg-Vorpommern) am Mühlendamm / Fritz-Reuter-Straße wurde um 1883 gebaut und beherbergt heute das Mühlenmuseum Woldegk.
Das Gebäude steht unter Denkmalschutz.

## Geschichte

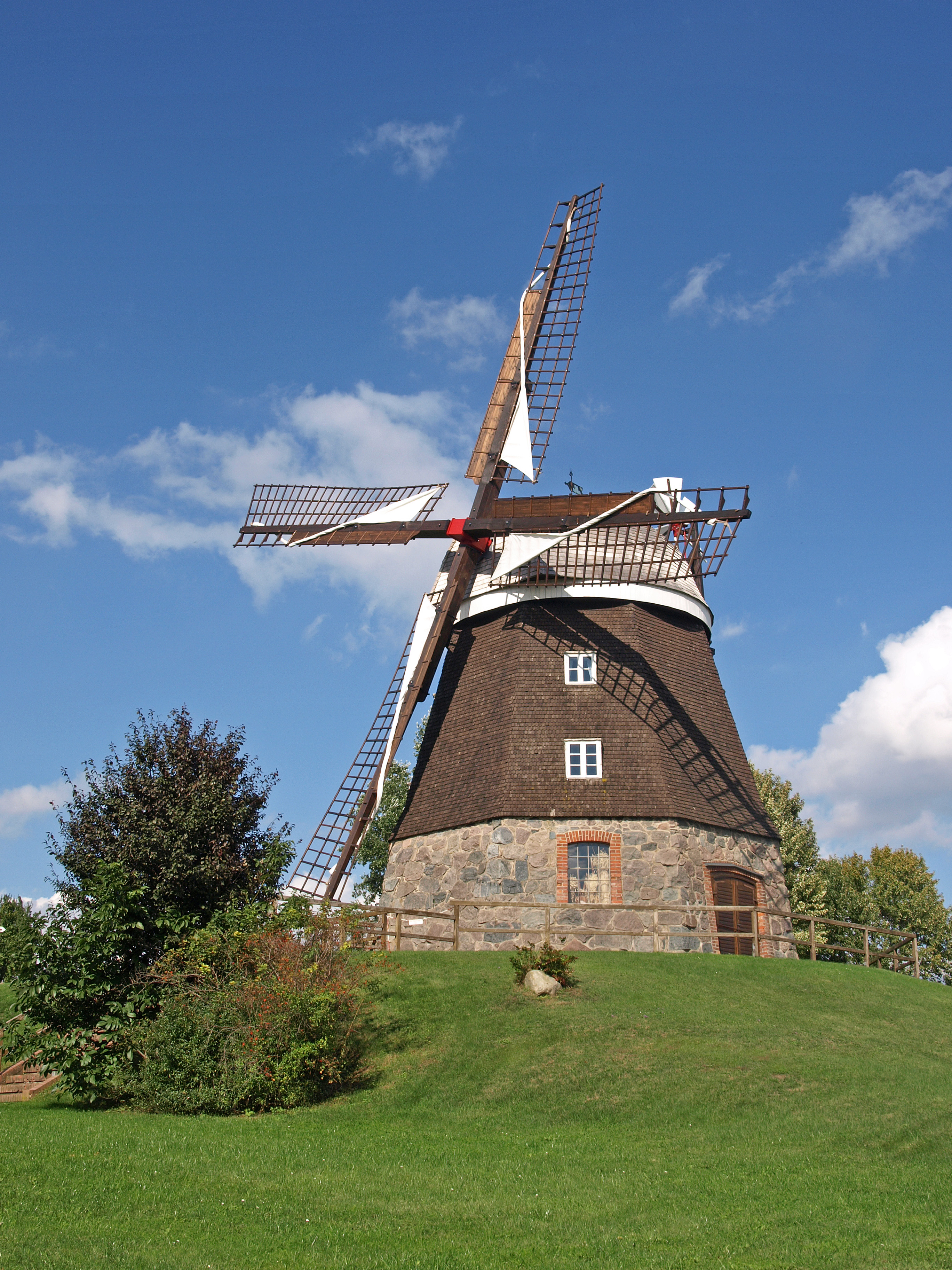

Woldegk, die Stadt der Windmühlen mit 4315 Einwohnern (2019), wurde zwischen 1236 und 1250 angelegt und war eine wichtige Grenzstadt der Herrschaft Stargard.
Woldegk liegt am Fuße einer Erhebung, dem 179 Meter hohen Helpter Berg. Deshalb wurde hier zum Ende des 16. Jahrhunderts die erste von mehreren Windmühlen erbaut. Es sind von den ursprünglich sieben Mühlen noch fünf gut erhaltene unterschiedliche Mühlen außerhalb der Altstadt am Mühlenrundweg erhalten: Buddesche Mühle, Ehlertsche Mühle, Windmühle und Mühlencafé sowie etwas entfernter die Fröhlckesche Mühle (Seemühle) und die Gotthunskampmühle (Töpfermühle), die beide nur von außen betrachtet werden können.
Zunächst stand an diesem Standort 1766 eine Bockwindmühle, die 1883 abgebrochen wurde. Danach wurde sie durch eine Holländerwindmühle als Erdholländer ersetzt. Die dreigeschossige Mühle mit einem achteckigen hölzernen Turm (Rumpf) auf einem Sockelgeschoss aus Feldsteinmauerwerk und der drehbaren Haube (oder Kappe) stellte 1952 den Betrieb ein. 1960 erwarb die Stadt das Bauwerk, das bis auf die marode Außenhaut aus Lärchenholzschindeln gut erhalten war. Das Windgeschirr, die hölzerne Königswelle und das große Kammrad waren erhalten.
1993 wurde die Mühle als Museum saniert, eine rekonstruierte Dachhaube aufgesetzt und die Attrappen gegen funktionstüchtige Flügel ausgetauscht. Das Museum zeigt die Geschichte der Getreideverarbeitung der letzten 5000 Jahren, Windmühlenmodelle im Maßstab 1:50 und die über 900 Jahre Entwicklungsgeschichte der Windmühlen. Vom oberen Beschüttboden und vom Windrosenbock können die vier anderen Mühlen beobachtet werden.